# Partecipanti alla Clásica de Almería 2023
Elenco dei partecipanti alla Clásica de Almería 2023.
La Clásica de Almería 2023 è stata la trentottesima edizione della corsa. Alla competizione presero parte ventuno squadre: undici con licenza UCI World Tour 2023 e dieci UCI ProTeam.
Partenza con 145 ciclisti accreditati.

## Corridori per squadra
Nota: R ritirato, NP non partito, FT fuori tempo, SQ squalificato
| Uno-X Pro Cycling Team | Uno-X Pro Cycling Team | Uno-X Pro Cycling Team | Intermarché-Circus-Wanty | Intermarché-Circus-Wanty | Intermarché-Circus-Wanty | Team Arkéa-Samsic      | Team Arkéa-Samsic      | Team Arkéa-Samsic      |
| ---------------------- | ---------------------- | ---------------------- | ------------------------ | ------------------------ | ------------------------ | ---------------------- | ---------------------- | ---------------------- |
| N°                     | Ciclista               | Clas.                  | N°                       | Ciclista                 | Clas.                    | N°                     | Ciclista               | Clas.                  |
| 1                      | Tobias Johannessen     | 139°                   | 11                       | Niccolò Bonifazio        | 13°                      | 21                     | Ewen Costiou           | 134°                   |
| 2                      | Alexander Kristoff     | 4°                     | 12                       | Dries De Pooter          | 123°                     | 22                     | Mathis Le Berre        | 54°                    |
| 3                      | William Blume Levy     | 84°                    | 13                       | Roel v. Sintmaartensdijk | 38°                      | 23                     | Kévin Ledanois         | 98°                    |
| 4                      | Anders Skaarseth       | 64°                    | 14                       | Julius Johansen          | 36°                      | 24                     | Daniel McLay           | R                      |
| 5                      | Rasmus Tiller          | 63°                    | 15                       | Mike Teunissen           | 33°                      | 25                     | Laurent Pichon         | 57°                    |
| 6                      | Søren Wærenskjold      | 15°                    | 16                       | Laurenz Rex              | 122°                     | 26                     | Alan Riou              | 131°                   |
| 7                      | Erik Resell            | 79°                    |                          |                          |                          | 27                     | Clément Russo          | 20°                    |
| Israel-Premier Tech    | Israel-Premier Tech    | Israel-Premier Tech    | UAE Team Emirates        | UAE Team Emirates        | UAE Team Emirates        | Cofidis                | Cofidis                | Cofidis                |
| N°                     | Ciclista               | Clas.                  | N°                       | Ciclista                 | Clas.                    | N°                     | Ciclista               | Clas.                  |
| 31                     | Reto Hollenstein       | 86°                    | 41                       | Sjoerd Bax               | 59°                      | 51                     | Max Walscheid          | 6°                     |
| 32                     | Taj Jones              | 85°                    | 42                       | Alessandro Covi          | 52°                      | 52                     | Bryan Coquard          | 56°                    |
| 33                     | Giacomo Nizzolo        | 5°                     | 43                       | Finn Fisher-Black        | 138°                     | 53                     | Davide Cimolai         | 62°                    |
| 34                     | Jens Reynders          | 32°                    | 44                       | Juan Sebastián Molano    | 10°                      | 54                     | Jonathan Lastra        | 116°                   |
| 35                     | Guy Sagiv              | 107°                   | 45                       | Domen Novak              | R                        | 55                     | Christophe Noppe       | 99°                    |
| 36                     | Tom Van Asbroeck       | 14°                    | 46                       | Ivo Oliveira             | 40°                      | 56                     | André Carvalho         | 90°                    |
| 37                     | Rick Zabel             | 108°                   | 47                       | Matteo Trentin           | 39°                      | 57                     | Jelle Wallays          | 118°                   |
| Team Flanders-Baloise  | Team Flanders-Baloise  | Team Flanders-Baloise  | Eolo-Kometa Cycling Team | Eolo-Kometa Cycling Team | Eolo-Kometa Cycling Team | Movistar Team          | Movistar Team          | Movistar Team          |
| N°                     | Ciclista               | Clas.                  | N°                       | Ciclista                 | Clas.                    | N°                     | Ciclista               | Clas.                  |
| 61                     | Toon Clynhens          | R                      | 71                       | Davide Bais              | 105°                     | 81                     | Iván García Cortina    | 41°                    |
| 62                     | Aaron Verwilst         | 87°                    | 72                       | Simone Bevilacqua        | 117°                     | 82                     | Fernando Gaviria       | 7°                     |
| 63                     | Alex Colman            | 67°                    | 73                       | Erik Fetter              | 140°                     | 83                     | Juri Hollmann          | 34°                    |
| 64                     | Sander De Pestel       | 93°                    | 74                       | Álex Martín              | 104°                     | 84                     | Johan Jacobs           | 74°                    |
| 65                     | Milan Fretin           | 91°                    | 75                       | David Martín             | 26°                      | 85                     | Vinícius Rangel        | 119°                   |
| 66                     | Vince Gerits           | 124°                   | 76                       | Davide Piganzoli         | 97°                      | 86                     | Jorge Arcas            | 73°                    |
| 67                     | Aaron Van Poucke       | 51°                    | 77                       | Fernando Tercero         | 111°                     | 87                     | Iván Romeo             | 120°                   |
| TotalEnergies          | TotalEnergies          | TotalEnergies          | Astana Qazaqstan Team    | Astana Qazaqstan Team    | Astana Qazaqstan Team    | Bora-Hansgrohe         | Bora-Hansgrohe         | Bora-Hansgrohe         |
| N°                     | Ciclista               | Clas.                  | N°                       | Ciclista                 | Clas.                    | N°                     | Ciclista               | Clas.                  |
| 91                     | Edvald Boasson Hagen   | 19°                    | 101                      | Cees Bol                 | 22°                      | 111                    | Marco Haller           | R                      |
| 92                     | Jérémy Cabot           | 128°                   | 102                      | Gleb Brusenskij          | 45°                      | 112                    | Jonas Koch             | 44°                    |
| 93                     | Lorrenzo Manzin        | 37°                    | 103                      | Fabio Felline            | 78°                      | 113                    | Victor Koretzky        | 68°                    |
| 94                     | Paul Ourselin          | 47°                    | 104                      | Evgenij Gidič            | 70°                      | 114                    | Luis-Joe Lührs         | R                      |
| 95                     | Geoffrey Soupe         | 46°                    | 105                      | Dmitrij Gruzdev          | 77°                      | 115                    | Jordi Meeus            | 3°                     |
| 96                     | Jason Tesson           | 8°                     | 106                      | Vadim Pronskij           | 92°                      | 116                    | Nils Politt            | 29°                    |
| 97                     | Dries Van Gestel       | 17°                    | 107                      | Artıom Zaharov           | 55°                      | 117                    | Frederik Wandahl       | 69°                    |
| Ineos Grenadiers       | Ineos Grenadiers       | Ineos Grenadiers       | Burgos-BH                | Burgos-BH                | Burgos-BH                | Groupama-FDJ           | Groupama-FDJ           | Groupama-FDJ           |
| N°                     | Ciclista               | Clas.                  | N°                       | Ciclista                 | Clas.                    | N°                     | Ciclista               | Clas.                  |
| 121                    | Leo Hayter             | 127°                   | 131                      | Manuel Peñalver          | 25°                      | 141                    | Ignatas Konovalovas    | 71°                    |
| 122                    | Kim Heiduk             | 16°                    | 132                      | Óscar Pelegrí            | 65°                      | 142                    | Lewis Askey            | 23°                    |
| 123                    | Michael Leonard        | 115°                   | 133                      | Antonio Angulo           | 132°                     | 143                    | Lorenzo Germani        | 102°                   |
| 124                    | Brandon Rivera         | 121°                   | 134                      | Jetse Bol                | 109°                     | 144                    | Matthieu Ladagnous     | 103°                   |
| 125                    | Luke Rowe              | 101°                   | 135                      | Clément Alleno           | 96°                      | 145                    | Fabian Lienhard        | 60°                    |
| 126                    | Pavel Sivakov          | 114°                   | 136                      | Ander Okamika            | 113°                     | 146                    | Valentin Madouas       | 81°                    |
| 127                    | Ben Turner             | 82°                    | 137                      | Jesús Ezquerra           | 27°                      | 147                    | Paul Penhoët           | 9°                     |
| Caja Rural-Seguros RGA | Caja Rural-Seguros RGA | Caja Rural-Seguros RGA | Euskaltel-Euskadi        | Euskaltel-Euskadi        | Euskaltel-Euskadi        | Lotto Dstny            | Lotto Dstny            | Lotto Dstny            |
| N°                     | Ciclista               | Clas.                  | N°                       | Ciclista                 | Clas.                    | N°                     | Ciclista               | Clas.                  |
| 151                    | Julen Amezqueta        | 49°                    | 161                      | Enekoitz Azparren        | 110°                     | 171                    | Cédric Beullens        | 31°                    |
| 152                    | Orluis Aular           | 43°                    | 162                      | Xabier Azparren          | 133°                     | 172                    | Arnaud De Lie          | 2°                     |
| 153                    | Joseba López           | 95°                    | 163                      | Carlos Canal             | 24°                      | 173                    | Frederik Frison        | 76°                    |
| 154                    | Daniel Babor           | 35°                    | 164                      | Peio Goikoetxea          | 94°                      | 174                    | Milan Menten           | 18°                    |
| 155                    | Tomáš Bárta            | 42°                    | 165                      | Juan José Lobato         | 130°                     | 175                    | Mathijs Paasschens     | 136°                   |
| 156                    | Josu Etxeberria        | 129°                   | 166                      | Luis Ángel Maté          | 106°                     | 176                    | Liam Slock             | 83°                    |
| 157                    | David Gonzalez         | 50°                    | 167                      | Antonio Jesús Soto       | 12°                      | 177                    | Florian Vermeersch     | 11°                    |
| Equipo Kern Pharma     | Equipo Kern Pharma     | Equipo Kern Pharma     | Q36.5 Pro Cycling Team   | Q36.5 Pro Cycling Team   | Q36.5 Pro Cycling Team   | Tudor Pro Cycling Team | Tudor Pro Cycling Team | Tudor Pro Cycling Team |
| N°                     | Ciclista               | Clas.                  | N°                       | Ciclista                 | Clas.                    | N°                     | Ciclista               | Clas.                  |
| 181                    | Jon Agirre             | 137°                   | 191                      | Jack Bauer               | 30°                      | 201                    | Nils Brun              | 48°                    |
| 182                    | Héctor Carretero       | 100°                   | 192                      | Fabio Christen           | 80°                      | 202                    | Aloïs Charrin          | 125°                   |
| 183                    | Carlos García Pierna   | 53°                    | 193                      | Corey Davis              | 88°                      | 203                    | Lucas Eriksson         | 72°                    |
| 184                    | Álex Jaime             | 21°                    | 195                      | Kamil Małecki            | 58°                      | 204                    | Miká Heming            | 28°                    |
| 185                    | Mikel Retegi           | 75°                    | 196                      | Matteo Moschetti         | 1°                       | 205                    | Sébastien Reichenbach  | 126°                   |
| 186                    | Ibon Ruiz              | 112°                   | 197                      | Joey Rosskopf            | 89°                      | 206                    | Roland Thalmann        | 66°                    |
| 187                    | Eugenio Sánchez        | 135°                   |                          |                          |                          | 207                    | Yannis Voisard         | 61°                    |